# Kurt Busch

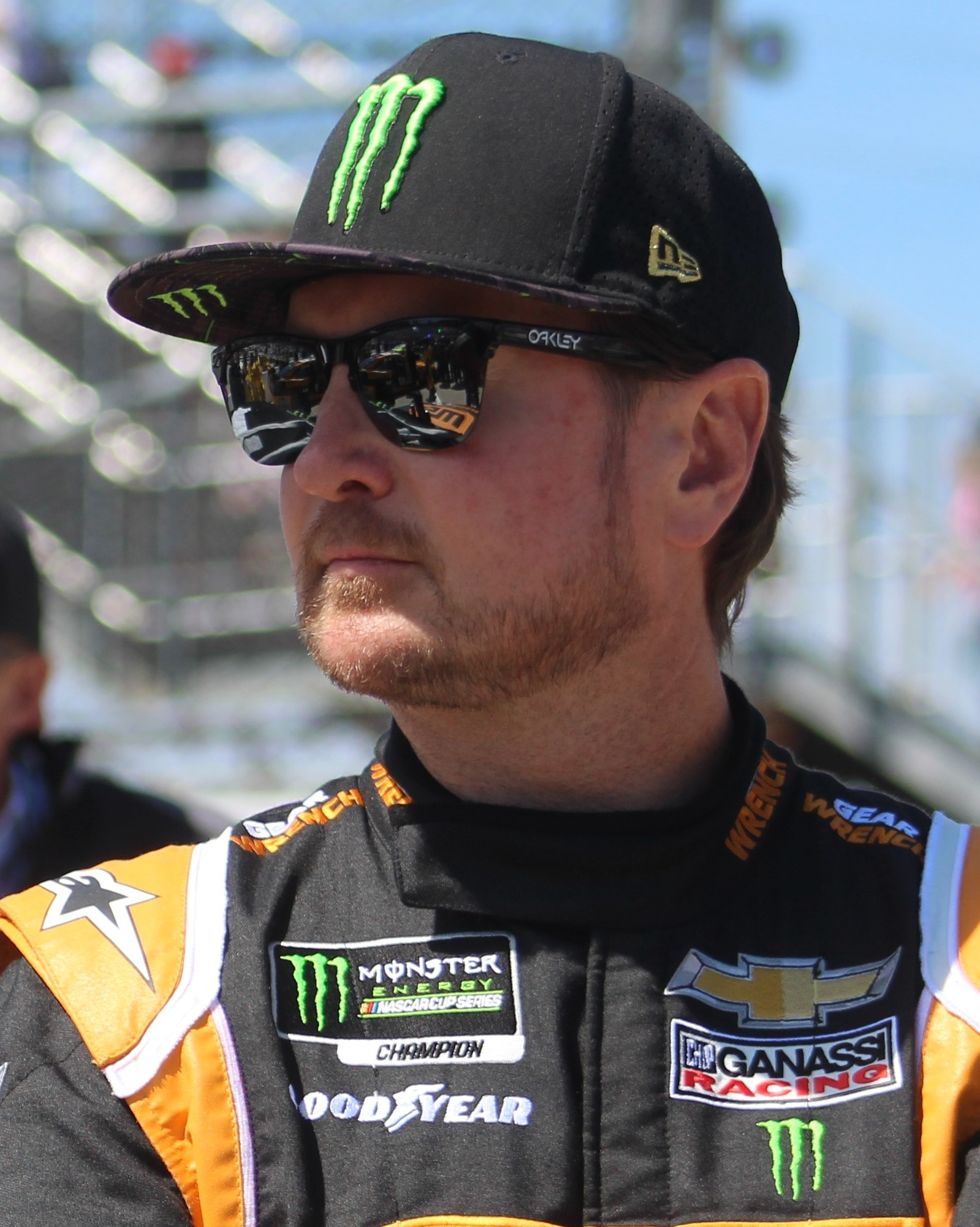
Kurt Busch en 2019.

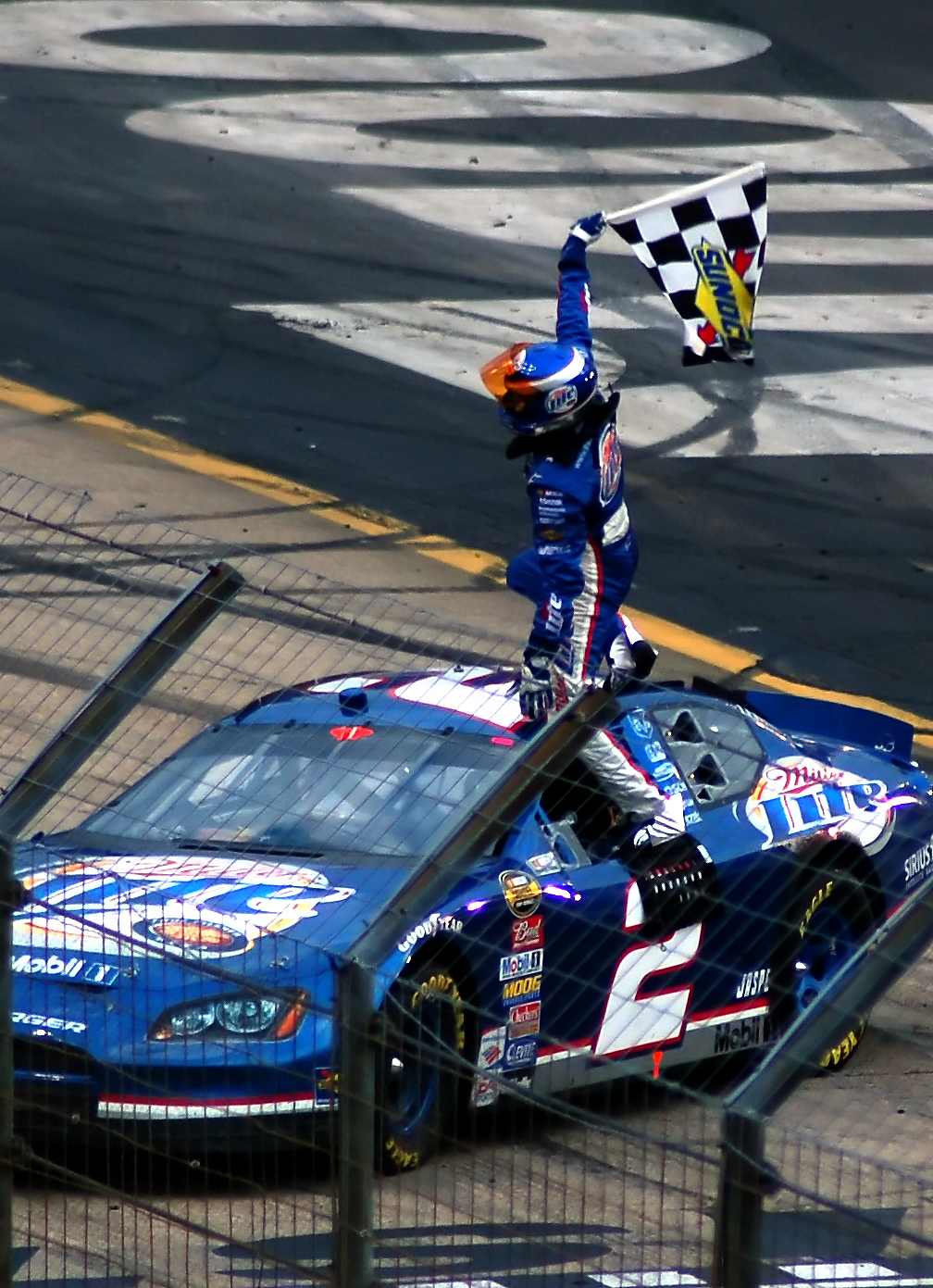
Kurt Busch festejando su victoria en la carrera primaveral de Bristol de la Copa NASCAR en 2006.

Kurt Thomas Busch (Las Vegas, Estados Unidos, 4 de agosto de 1978) es un ex piloto de automovilismo de velocidad que compitió en la Copa NASCAR, el principal certamen de stock cars de Estados Unidos. Fue campeón de la Busch Series en 2004, tercero en 2002 y cuarto en 2009.
A noviembre de 2021, acumulo 33 victorias en la categoría, incluyendo las 500 Millas de Daytona de 2017, las 600 Millas de Charlotte de 2010 y seis en el óvalo corto de Bristol, así como 156 top 5. También ganó la Carrera de las Estrellas de la NASCAR de 2010 y el Shootout de Daytona de 2011. Es el hermano mayor del dos veces campeón de la NASCAR Cup Series, Kyle Busch

## Inicios
En su adolescencia, Busch corrió en Dwarfs y Legends. Fue Novato del Año en la NASCAR Elite Division Southwest en 1998 y campeón en 1999. Eso le permitió participar en el programa de selección de pilotos de Roush. Busch fue ganador, y fue premiado con una temporada como piloto regular del equipo en la NASCAR Truck Series para 2000. Con su camioneta Ford, obtuvo cuatro victorias y 13 top 5 en las 24 carreras, de manera que resultó subcampeón por detrás de Greg Biffle.

## Copa NASCAR
Hacia fines de la temporada 2000 y a la edad de 21 años, Busch reemplazó a Chad Little como piloto de Roush en la Copa NASCAR, donde disputó siete carreras con un Ford. El piloto fue contratado como piloto titular para la temporada 2001. Marcó tres top 5 en Texas, Talladega e Indianápolis y obtuvo la pole position en las 500 Millas Sureñas de Darlington. Terminó 27º en el campeonato y segundo mejor novato. En 2002, acumuló cuatro victorias, 12 top 5 y 20 top 10, lo que le significó quedar tercero en el campeonato.
El piloto volvió a ganar cuatro carreras en 2003, pero la falta de regularidad lo relegó al 11º lugar en el clasificador final. En 2004, venció en tres oportunidades y llegó entre los primeros cinco en 10. Eso le bastó para derrotar las ocho victorias y 20 top 5 de Jimmie Johnson, dado que el nuevo formato de campeonato neutralizó las posiciones a 10 carreras del final y Busch fue mejor que su rival de Chevrolet en la Caza por la Copa.
En 2005, Busch ganó tres carreras y acumuló 9 top 5 y 21 top 10. Varias actuaciones pobres en el tramo final del campeonato lo dejaron 10º. Por otra parte, Roush despidió el piloto horas antes de la penúltima fecha del campeonato, luego de que la policía lo detuviera por exceso de velocidad y presunta ebriedad.
El piloto pasó a correr para Penske en 2006, ahora al volante de un Dodge. Ganó una carrera, terminó ente los primeros cinco en siete pruebas y marcó seis pole positions, de modo que finalizó 16º en el campeonato. En 2007, Busch terminó séptimo en el campeonato con dos victorias y seis top 5.
Busch estuvo lejos de clasificar a la Caza por la Copa en 2008. Quedó 18º en el campeonato con una victoria y cinco top 5. En 2009, el piloto volvió a su mejor forma: ganó dos carreras, obtuvo 10 top 5 y 21 top 10, y culminó el año en la cuarta posición, por detrás de Johnson, Mark Martin y Jeff Gordon, del equipo Hendrick.
En mayo de 2010, Busch ganó la Carrera de las Estrellas en Charlotte y las 600 Millas la semana siguiente. También ganó la carrera primaveral de Atlanta, marcó 9 top 5 y 17 top 10, y clasificó a la Caza Por la Copa. Sin embargo, tuvo un mal final de temporada y quedó 11º en el campeonato. El piloto venció dos veces en 2011 y terminó entre los primeros cinco en ocho oportunidades. Entreó entres los 12 pilotos de la Caza por la Copa, pero nuevamente finalizó el año 11º tras una mala racha de resultados en la etapa final.
Su mala relación con el equipo Penske motivó que Busch dejara el equipo en 2012. Consiguió armar un programa dividido entre la Copa NASCAR y la NASCAR Nationwide Series, en el primer caso en los equipos Phoenix y Furniture Row en el segundo en Phoenix y el equipo de su hermano Kyle Busch, corriendo así para Chevrolet y Toyota simultáneamente. Finalizó 25º en la Copa NASCAR con apenas cinco top 10, en tanto que logró dos victorias y siete top 7 en la Nationwide Series.
En 2013, Busch se unió al equipo Furniture Row para la Copa NASCAR. Acumuló 11 top 5 y 16 top 10, aunque ninguna victoria. De todos modos, ingresó a la Caza por la Copa, y culminó décimo.
Kurt fue contratado por Stewart-Haas para competir en la Copa NASCAR 2014. Gracias a su victoria en Martinsville logró meterse en la Caza por la Copa. Sin embargo, se quedó afuera en la primera fase de la Caza y concluyó 12º en el campeonato con 6 top 5.
En 2015, Kurt se perdió las primeras tres fechas debido a que fue suspendido indenfinidamente por NASCAR por ser acusado de un caso de violencia doméstica contra su expareja, y fue reemplazado por Regan Smith. NASCAR levantó la sanción a Kurt, luego de que Kurt no recibiera cargos penales en su contra por las supuestas acusaciones de violencia doméstica. De esta forma, Kurt volvió a la competición en Phoenix. Busch ganó en Richmond 1 y Míchigan 1, lo que le valió la clasificación a la Caza. Quedó afuera en la tercera ronda, resultando octavo con un total de 10 top 5.
Con la victoria en Pocono, Kurt logró clasificar a la Caza por la Copa 2016. Después de quedar afuera en la tercera ronda, el piloto terminó séptimo con 9 top 5. El 2017 empezó con Kurt ganando las 500 Millas de Daytona; clasificó a la postemporada en donde quedó afuera en la primera ronda y resultó 14º con 6 top 5. En 2018, Kurt obtuvo un triunfo y seis top 5, alcanzando la tercera ronda de postemporada y acabando séptimo en el campeonato.
Kurt fue contratado por el equipo de Chip Ganassi para la temporada 2019. Quedó eliminado en la primera ronda de los playoffs, de forma que finalizó 13º en la temporada con una victoria y seis top 5. En 2020, Kurt se clasificó a la postemporada sin ganar una carrera. Su única victoria fue en Las Vegas, que lo clasificó a la tercera ronda de la postemporada, en la cual fue eliminado, ubicándonse 10° en el campeonato con siete top 5.
En 2021, ganó en Atlanta y arribó seis veces entre los cinco mejores. En su último año como piloto de Chip Ganassi, quedó eliminado en la primera ronda de la postemporada y alcanzó la undécima posición en el campeonato.
Para 2022, Kurt Busch fue piloto de 23XI Racing, en la que condujo un Toyota Camry
En la misma temporada tuvo un accidente en la clasificación de la brickyard 400,en el cual salió herido lo cual hizo que se perdiera el resto de la temporada, para 2023 anunció su retiro

## Otras actividades
Busch disputó la International Race of Champions en 2003, 2004 y 2005. Fue campeón en 2003, y además logró una victoria y seis podios en doce carreras.
También disputó las 24 Horas de Daytona en dos ocasiones. En 2005 lo hizo en un Multimatic-Ford, donde abandonó habiendo corrido junto a Biffle, Matt Kenseth y Scott Maxwell. En 2008 terminó tercero absoluto en un Riley-Pontiac de Penske, donde corrió junto a Ryan Briscoe y Hélio Castroneves.
Al igual que Richard Petty y John Andretti, Busch ha competido en arrancones desde 2011, al disputar algunas pruebas de la NHRA Pro Stock.
En 2014 disputó las 500 Millas de Indianápolis de la IndyCar Series con el equipo Andretti Autosport. Clasificó 12º y finalizó la carrera en el sexto lugar, por lo que fue nombrado Novato del Año. Ese mismo día disputó las 600 Millas de Charlotte de la Copa NASCAR, donde abandonó.